# Hans Adolf von Plessen

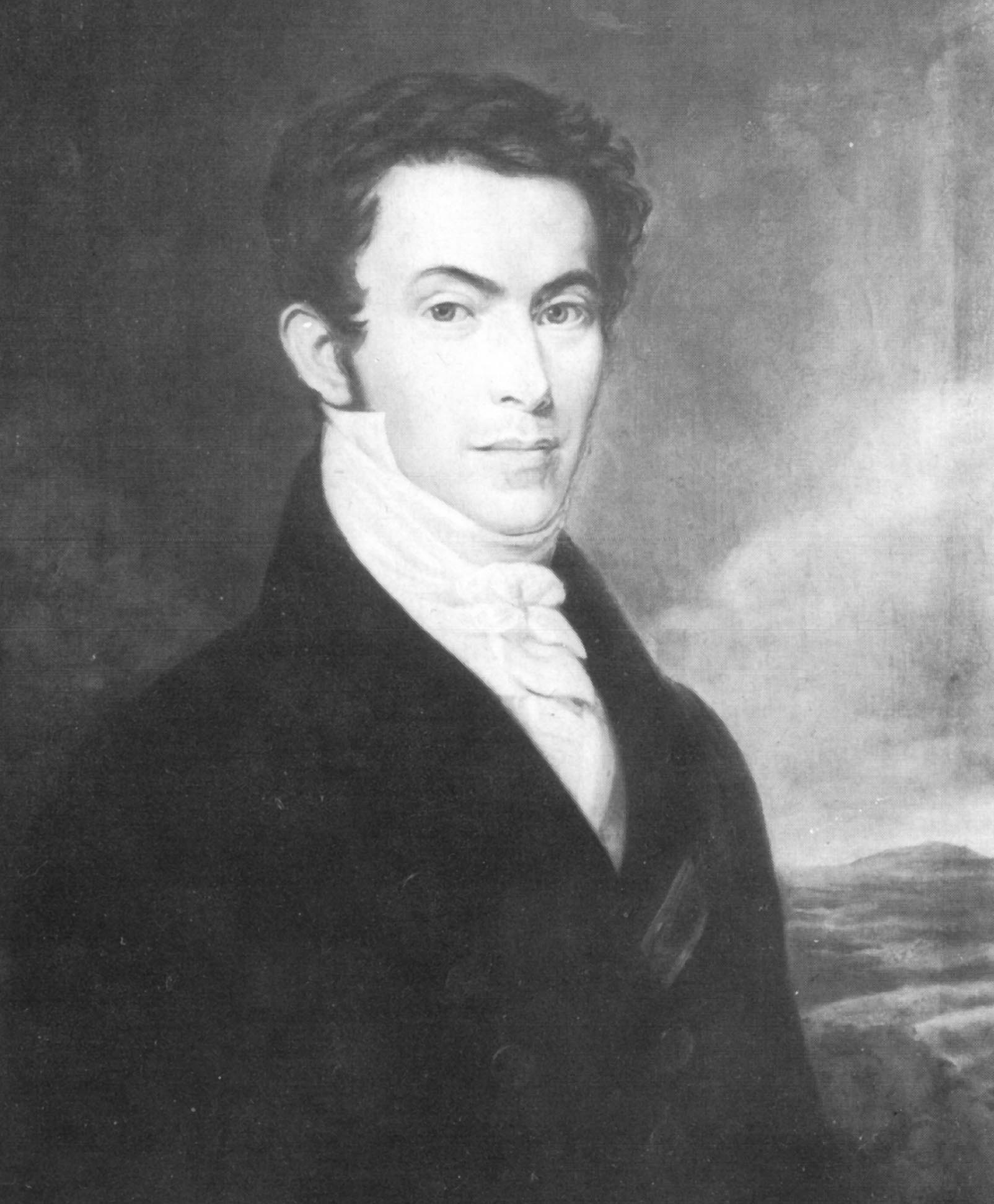
Hans Adolf von Plessen

Hans Adolf Ulrich Anton Bernhard Leopold von Plessen, auch Hans Leopold Bernhard von Plessen (* 30. Juli 1790 in Klein Vielen; † 16. August 1871 in Damshagen) war ein mecklenburgischer wirklicher Geheimer Rat und Oberkammerherr, Exzellenz.

## Familie
Hans Adolf von Plessen stammte aus dem ursprünglich edelfreien mecklenburg-holsteinischen Adelsgeschlecht von Plessen; er war der Sohn des mecklenburgischen Rittmeisters der mecklenburg-strelitzschen Garde und Kammerherrn, Karl Hartwig von Plessen (* 14. Juli 1741; † 8. November 1807), und der Mathilde Christiane von Plessen, geb. Gräfin von Bothmer (* 16. März 1766; † 8. November 1847). Im Jahre 1821 heiratete Hans Adolf von Plessen Bernhardine Wilhelmine von Brandenstein, die Tochter des mecklenburg-schwerinschen Regierungspräsidenten August Georg Freiherr von Brandenstein und der Karoline Ulrike von Bassewitz. Aus der Ehe gingen sechs Kinder hervor.

## Beruflicher Werdegang
Hans Adolf von Plessen besuchte das Katharineum zu Lübeck bis Ostern 1809. Plessen war von 1809 bis 1812 an der juristischen Fakultät der Universität Berlin immatrikuliert. Im Jahre 1813 war er Sekonde-Leutnant bei der Mecklenburger Leib-Garde. 1814 wurde er  Stabsadjutant im Hauptquartier des Generalleutnants von Vegesack. Nach dem Wechsel in die zivile Laufbahn wurde er 1817 Großherzoglich Mecklenburg-Schwerinscher Kammerherr, (später) Mecklenburger Wirklicher Geheimer Rat und Oberkammerherr, Exzellenz. Er war seit 1815 Ritter des Johanniter-Ordens und des schwedischen Schwert-Ordens. Er starb auf dem ältesten Plessengut, Herrenhaus Damshagen, und wurde in Schwerin beigesetzt.